# Нарсес (генерал)
Вижте пояснителната страница за други личности с името Нарсес.
Нарсес (Narses; † 605 г. в Константинопол) e генерал на Византийската империя през 6 и началото на 7 век по времето на император Маврикий. Доколкото е известно не е роднина с по-стария евнух Нарсес, който се бие против остготите при император Юстиниан I.
През 572 г. Нарсес участва много успешно в отново избухналата Римско-персийска война при император Маврикий против сасанидите.
През 591–603 г. той е magister militum на Изтока.
През 591 г. ръководи римската войска в Атропатена в Армения, за да помогне на цар Хосров II Парвиз да получи трона си обратно и побеждава узурпатора Бахрам Чобен.
През 603 г. се съюзява с Хосров II и въстава против новия император Фока. През 605 г. е екзекутиран като предател в Константинопол.